# Tres (Trentino)
Tres ist eine Fraktion der italienischen Gemeinde (comune) Predaia in der Provinz Trient in der Region Trentino-Südtirol und war bis 2014 eine eigenständige Gemeinde.

## Etymologie
Der Überlieferung nach bezieht sich der Name Tres auf die drei Hügel Dos, San Rocco und Mimiela, auf denen der Ort errichtet wurde. Erstmals schriftlich erwähnt wurde er im 12. Jahrhundert in Bezug auf einen gewissen Trosliabo aus Treso. Erstmals exakt zeitlich festlegen lässt sich der Name Treso 1202. Nach Giulia Mastrelli Anzilotti leitet sich Tres aus dem lateinischen traversus (deut. Quere) ab. Als Appellativ bedeutet trés oder très im Dialekt Pferch und im oberen Nonstal ein Stück Land, das an eine Alm grenzt.

## Wappen
Das Wappen wurde 1986 als Gemeindewappen eingeführt und von der Gemeinde Tres bis zu deren Eingemeindung 2015 genutzt. Es lehnt sich an das Familienwappen der in Tres ansässigen Adelsfamilie Turner an und bezieht sich auf die drei Hügel, auf denen der Ort entstanden sein soll. Blasonierung: Golden mit einem Ästchen mit drei grünen Zweigen, bespitzt mit einer besamten Blüte mit vier roten Blütenblättern, als Gleve auf einem Berg mit drei Spitzen.

## Geografie
Tres liegt etwa 28 Kilometer nordnordwestlich von Trient im mittleren Nonstal auf einer Höhe von 810 m. s. l. m. und grenzt am Tresner Horn unmittelbar an Südtirol. Nachbargemeinden waren Coredo, Kurtatsch an der Weinstraße (BZ), Sfruz, Smarano, Taio und Vervò.

## Geschichte
Mit Wirkung zum 1. Januar 2015 wurde Tres mit Coredo, Smarano, Taio und Vervò zur neuen Gemeinde Predaia zusammengeschlossen.

## Persönlichkeiten
- Angelo Negri (1889–1949), römisch-katholischer Ordensgeistlicher und Apostolischer Vikar
- Bruno Franceschini (1894–1970), österreich-ungarischer Militär

## Verkehr
Tres liegt an der Provinzstraße SP 13 della Predaia, die in Taio von der Strada Statale 43 della Val di Non abzweigt.

## Fotogalerie

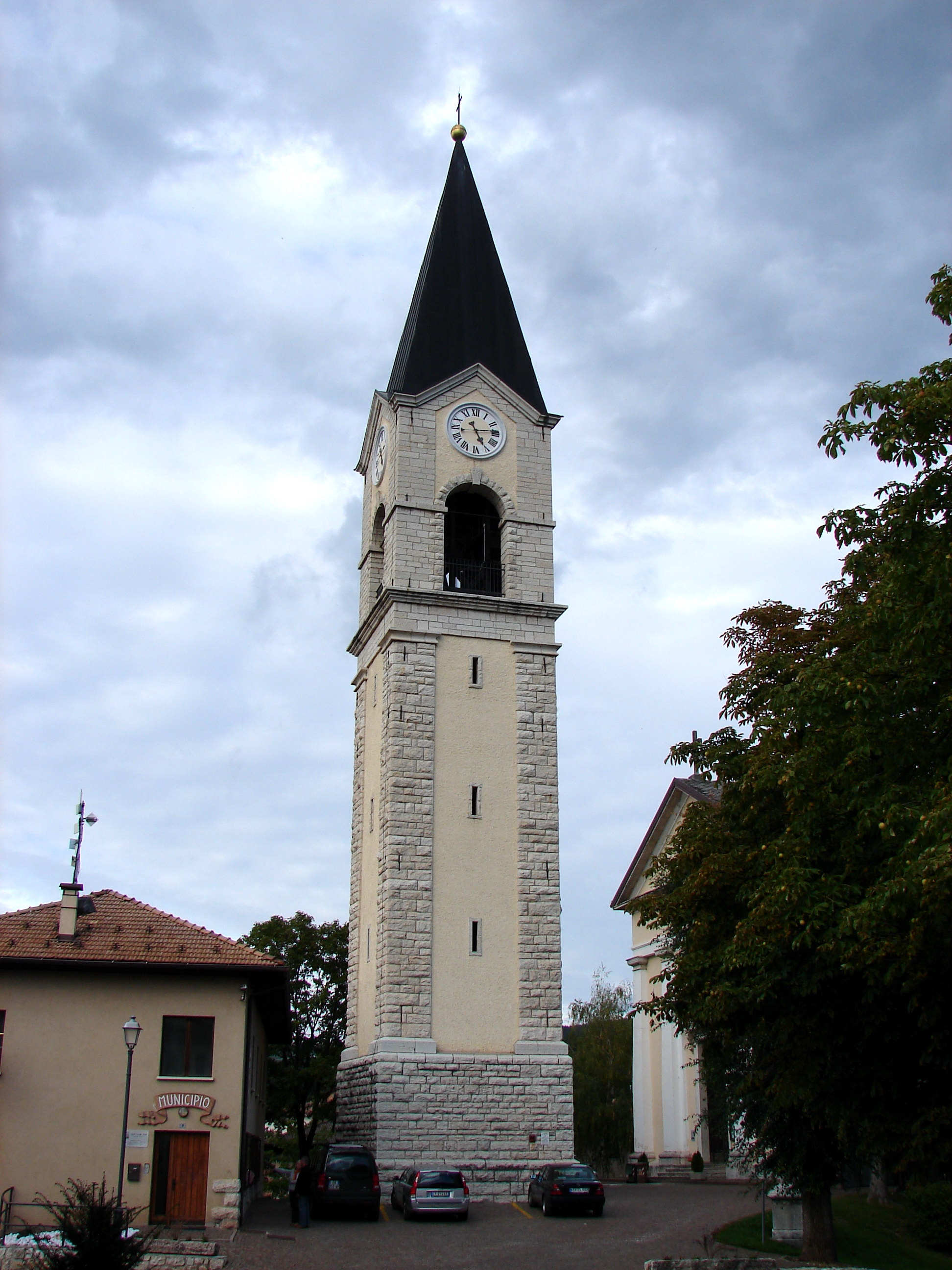
Kirche Sant’ Agnese Nuova
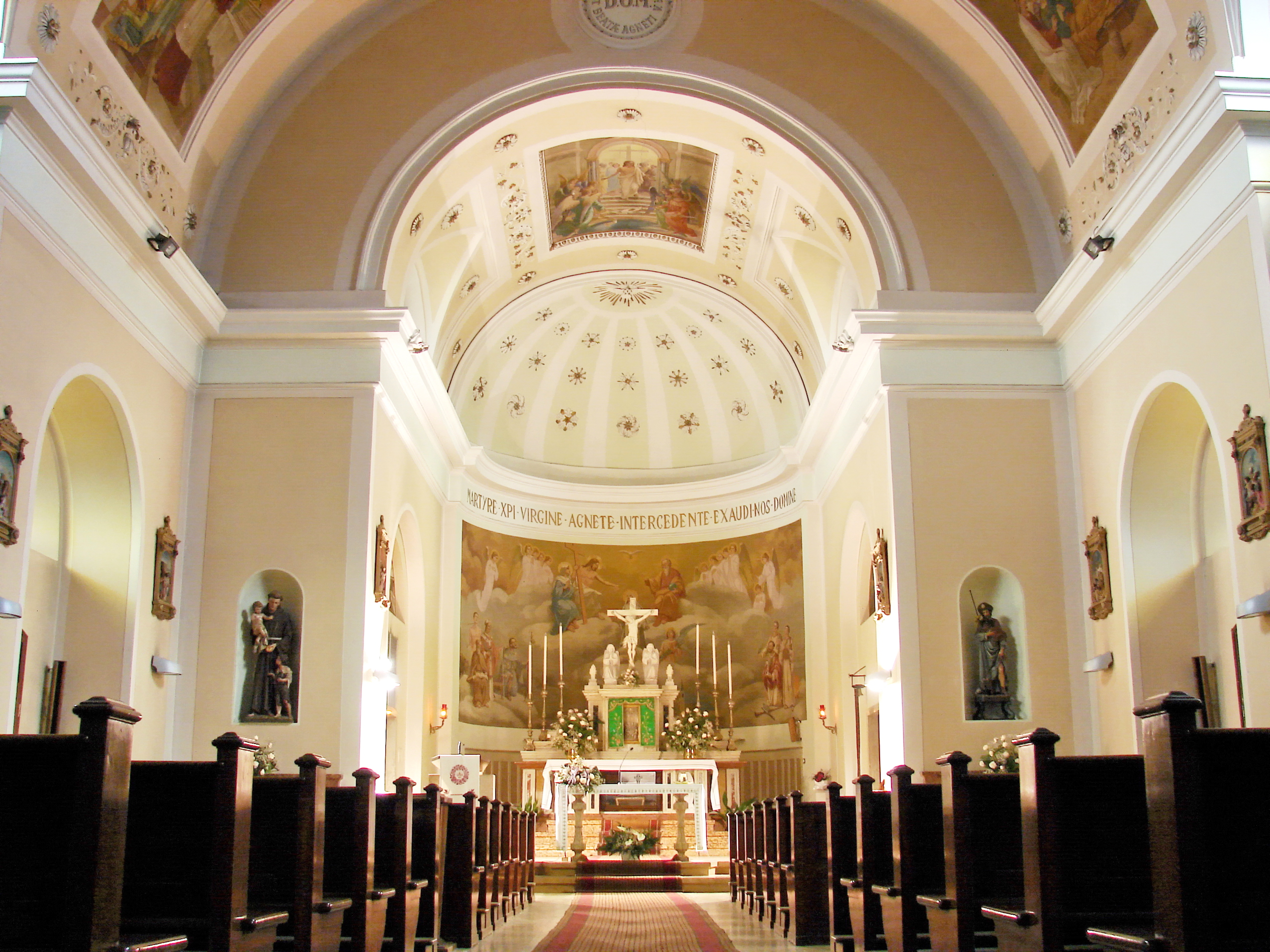
Kirche Sant’ Agnese Nuova: Innenraum
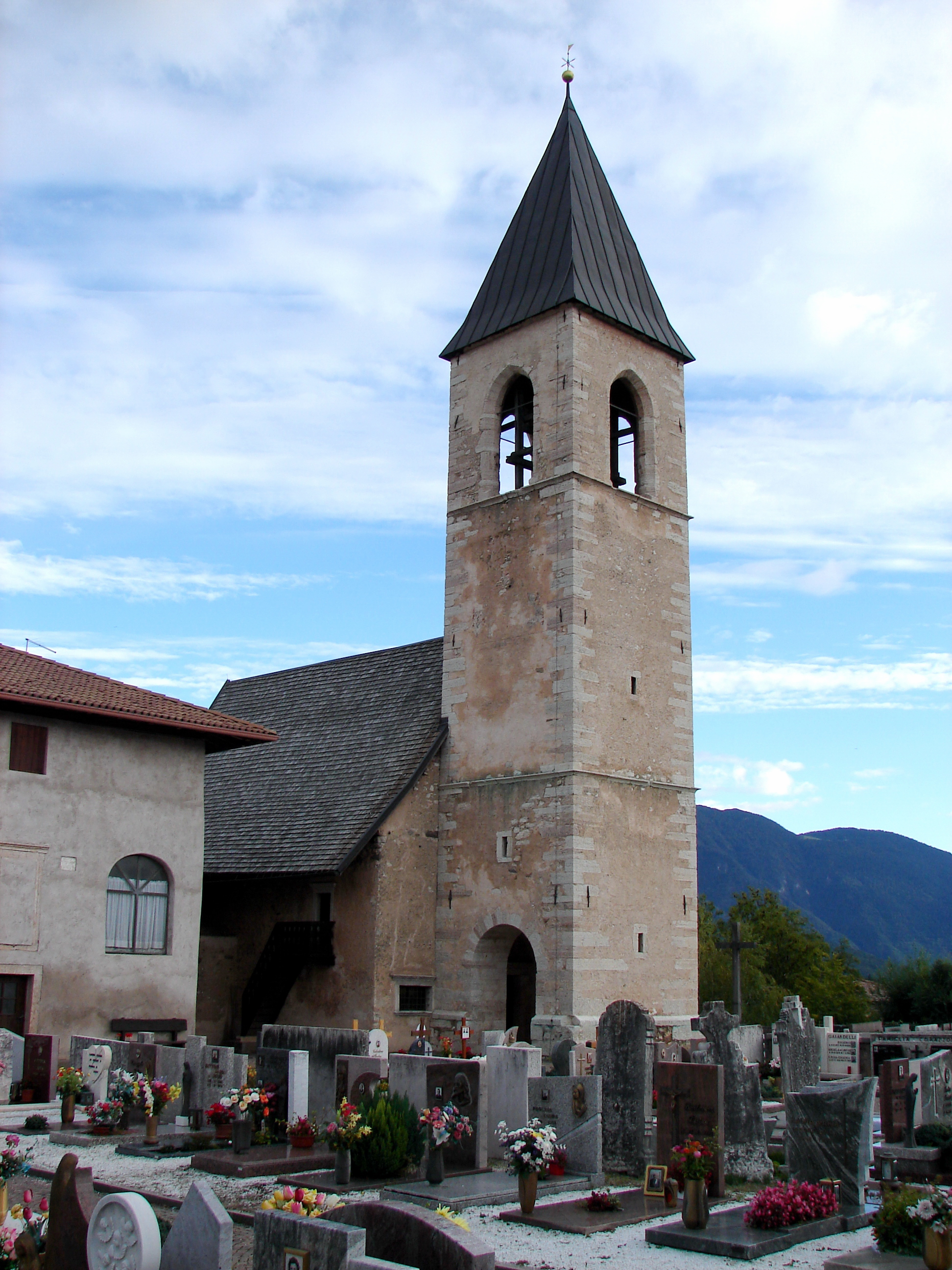
Kirche Sant’ Agnese
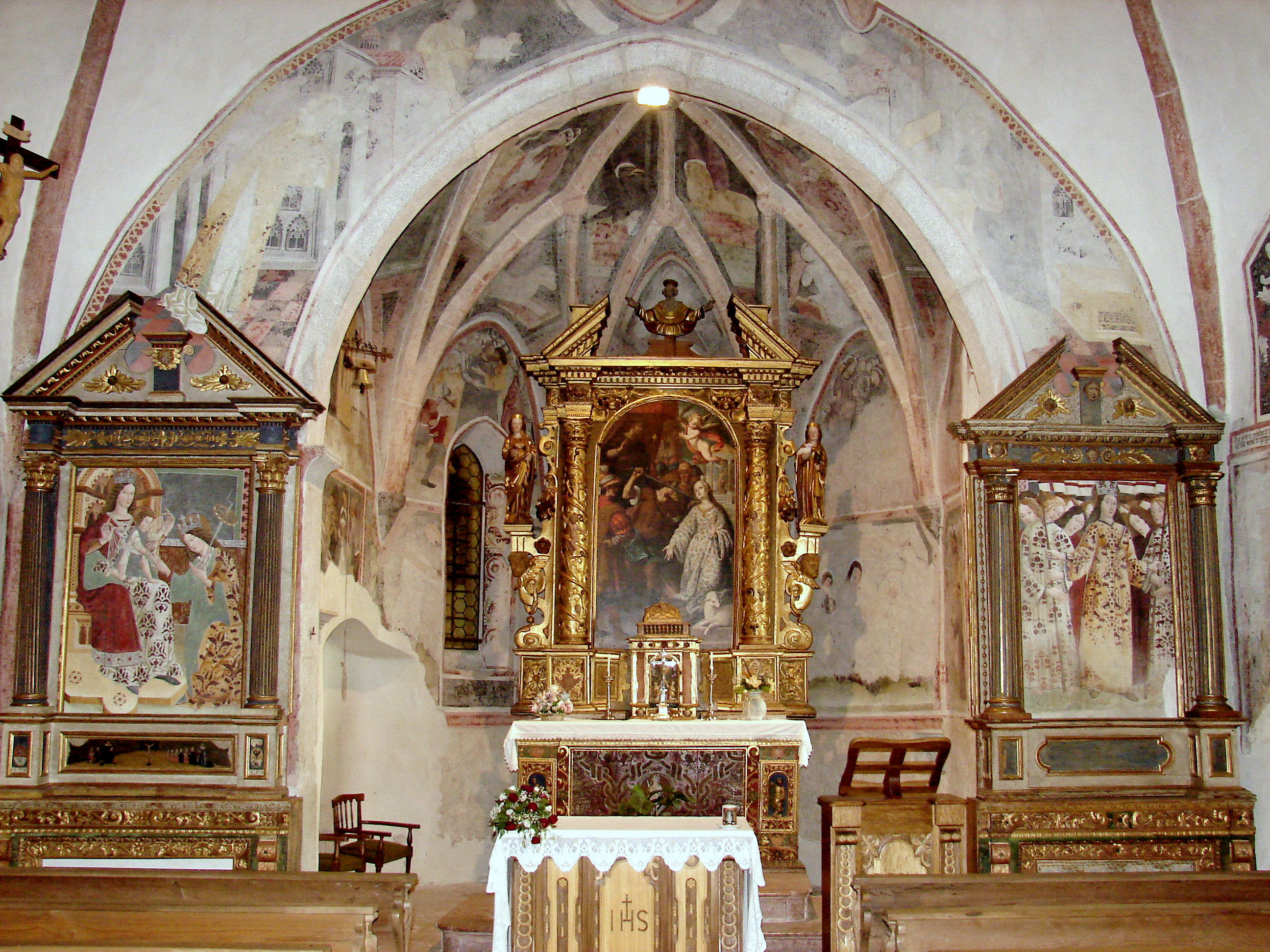
Kirche Sant’ Agnese: Innenraum